# حدة الإدراك
حدة الإدراك أو الاستبصار أو الاستشفاف أو البصيرة النافذة هو القدرة المزعومة على استخدام الحاسة السادسة لمعرفة شيء أو شخص أو موقع أو حدث مادي ما. يعني المصطلح الفرنسي (Clairvoyance) الرؤية الواضحة، ويسمى الشخص الذي يدعي امتلاك هذه القدرة بالعراف (بالفرنسية: clairvoyant؛ أي الشخص الذي يرى بوضوح).

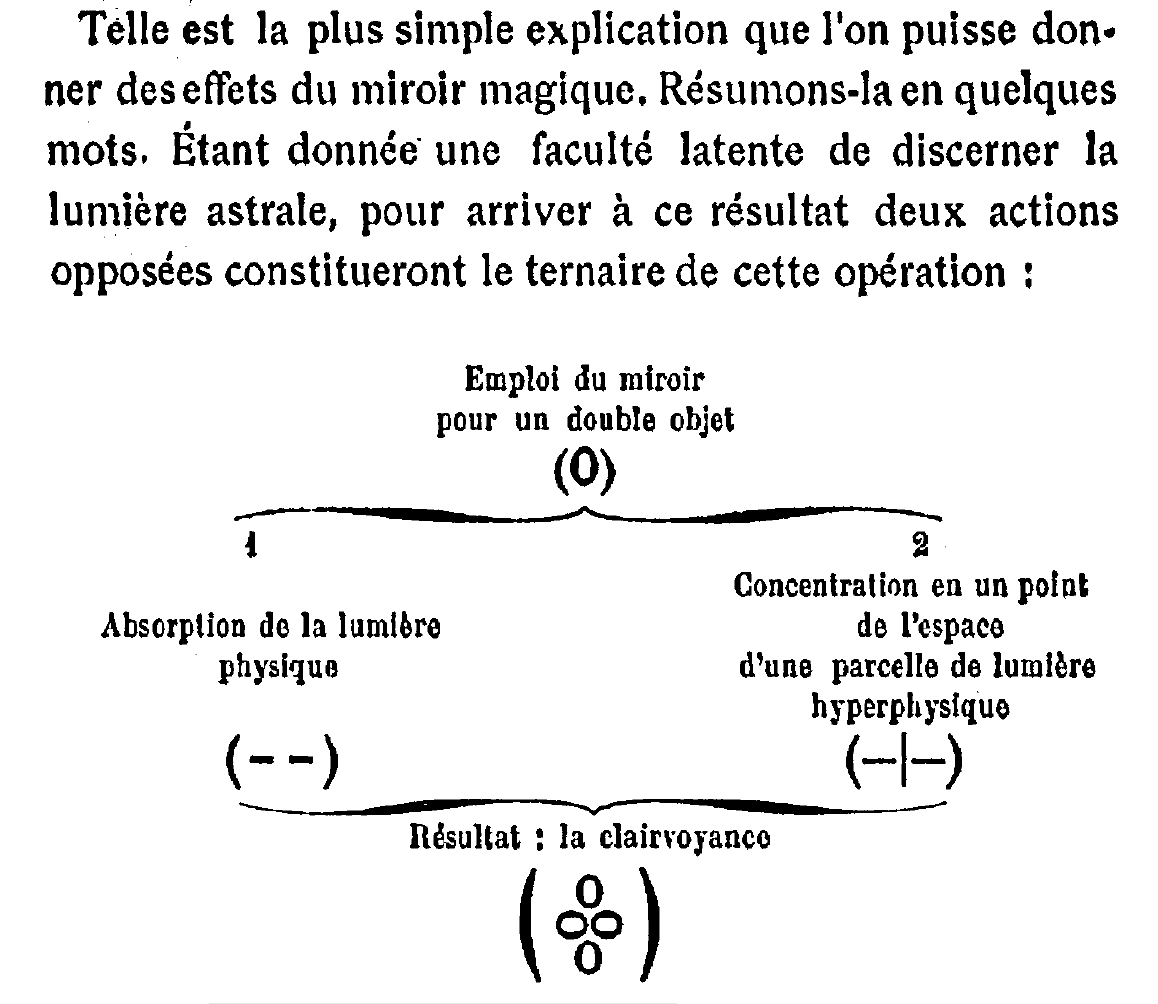
رسم تخطيطي يشرح فيه العالم الباطني الفرنسي بول سدير حدة الإدراك.

لم تدعم الأدلة العلمية وجود قدرات روحانية خارقة للطبيعة كهذه. يستكشف ما يسمى علم النفس الموازي احتمال وجود هذه القدرات على الرغم من رفض المجتمع العلمي ذلك. يعتبر علم النفس الموازي -بما في ذلك دراسة حدة الإدراك- من الأمثلة المثالية على العلم الزائف.

## الاستخدام
تشير حدة الإدراك إلى القدرة الخارقة على رؤية الأشخاص والأحداث بأوقات وأماكن مختلفة. يمكن تقسيمها إلى ثلاث فئات تقريبًا: حدة إدراك المستقبل أو القدرة على معرفة الأحداث المستقبلية والتنبؤ بها، وحدة إدراك الماضي أو القدرة على رؤية الأحداث الماضية، والرؤية عن بعد أو معرفة الأحداث المعاصرة البعيدة.

## في التاريخ والدين
ادعى العديد من الأشخاص على مر التاريخ امتلاكهم –أو أشخاص آخرين- القدرة على الاستبصار.
تحكي العديد من الأديان قصص يستطيع فيها بعض الأفراد رؤية أشياء بعيدة كل البعد عن إدراكهم الحسي المباشر، لا سيما في الديانات الوثنية التي تستخدم الوساطة الروحية. تتضمن النبوءة عادةً درجة معينة من الاستبصار، خاصةً عند التنبؤ بالأحداث المستقبلية. ومع ذلك، تعزى القدرة على رؤية الأشياء في معظم هذه الحالات إلى قوة أعلى، ولا يعتقد أنها قدرة شخصية خاصة.

### المسيحية
تحكي القصص امتلاك عدد من القديسين المسيحيين القدرة على رؤية أو معرفة أشياء بعيدة كل البعد عن إدراكهم الحسي المباشر كنوع من الهبة الإلهية، ومن هؤلاء القديسين: كولومبا الإيوني وبادري بيو وآن كاثرين إميريش. تدعي الأناجيل قدرة يسوع المسيح أيضًا على معرفة أشياء خارج إدراكه البشري المباشر.

### اليانية
يعتبر الاستبصار في الديانة اليانية أحد أنواع المعرفة الخمسة. تدعي الديانة امتلاك كائنات الجحيم والسماء (الديفا) القدرة على الاستبصار منذ الولادة. وفقًا لنص سافارتاسيدي الياني: «يطلق على هذا النوع من المعرفة اسم آفادي لأنه يؤكد على النطاق المنحدر للأمر أو المعرفة المحدودة للأشياء».

## علم النفس الموازي

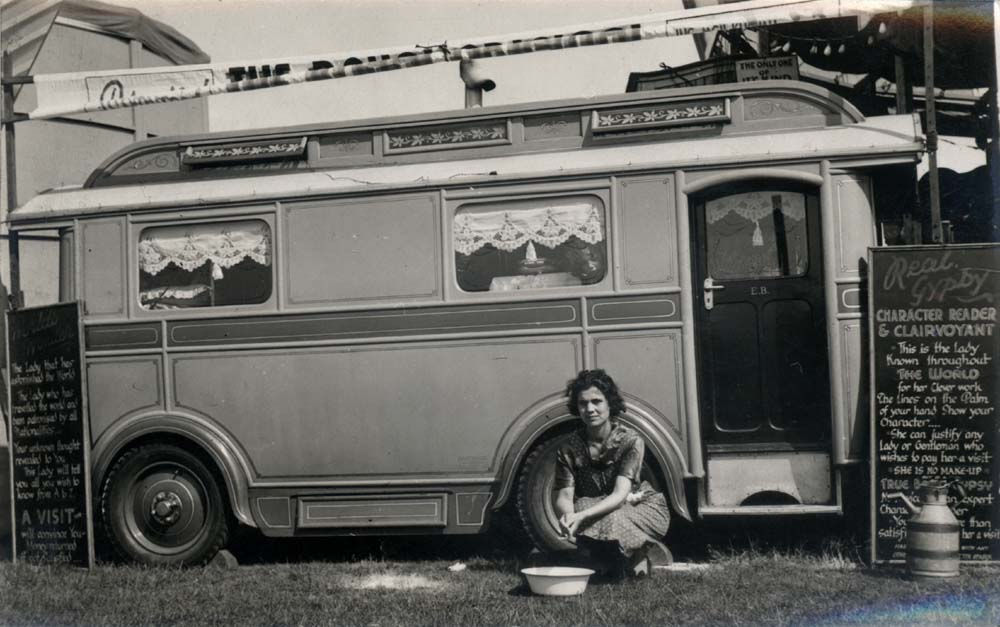
صورة لمستبصر وقارئ شخصيات في عرض متنقل بريطاني في أربعينيات القرن الماضي ضمن مجموعة آرثر جيمس فينويك (1878-1957).

### الأبحاث الأولى
ينسب أقدم ذكر للاستبصار أثناء النوم إلى ماركيز دي بويزيغور، وهو أحد أتباع فرانز أنطون ميسمر. قام دي بويزيغور في عام 1784 بعلاج فلاح محلي أبله يدعى فيكتور رايس. أثناء العلاج، دخل رايس بحالة شرود تغيرت بعدها شخصيته؛ إذ بدأ بتشخيص حالته ووصف علاج لمرضه وأمراض الآخرين. كان الاستبصار أحد القدرات التي ادعى بعض الوسطاء وجودها خلال الفترة الروحانية في أواخر القرن التاسع عشر وأوائل القرن العشرين، وما زال يدعي العديد من الأشخاص امتلاك هذه القدرة حتى يومنا هذا.
كان ويليام غريغوري وغوستاف باجنشتشر ورودولف تيشنر من أوائل الباحثين في الاستبصار. سجل تشارلز ريش عدة تجارب حول الاستبصار في عام 1884. في تلك التجارب، وضع الباحثون أوراق لعب في عدة ظروف، ثم طلبوا من المشارك بالتجربة معرفة كل ورقة موجودة في الظرف بعد تنويمه مغناطيسيًا. أظهرت النتائج نجاح ذلك الشخص في 133 تجربة، ولكن تراجع هذا النجاح المتواصل عندما أجريت التجارب أمام مجموعة من العلماء في كامبريدج. سجل جيمس ميلز بيرس وإدوارد تشارلز بيكرنج تجارب مماثلة. اختبر الباحثان 36 شخص ضمن 23384 تجربة، ولم تسفر النتائج عن أي توقعات تجاوزت الصدفة.
حلل إيفور لويد توكيت (1911) وجوزيف مكابي (1920) الحالات المبكرة من الاستبصار وتوصلوا إلى أن أفضل تفسير لها هو الصدفة أو الاحتيال. في عام 1919، أقام الساحر بيرسي توماس سيلبيت جلسة استبصار في شقته الخاصة في بلومزبري. حضر الروحاني آرثر كونان دويل الجلسة وأعلن أن تجليات الاستبصار التي شاهدها حقيقية.
حدث تطور هام في أبحاث الاستبصار، عندما قدم جوزيف بانكس راين -عالم في ما وراء النفس في جامعة ديوك- منهجية معيارية مع نظام إحصائي قياسي لتحليل البيانات، كجزء من دراسته للإدراك خارج الحواس أو ما يسمى بالحاسة السادسة. حاولت عدة هيئات تابعة لعلم النفس تكرار تجارب راين، ولكنها باءت بالفشل. أجرى ويليام كوكس (1936) من جامعة برينستون 25064 تجربة ضمت 132 شخص حول الإدراك خارج الحواس مستخدمًا أوراق اللعب. خلص كوكس إلى عدم وجود دليل على الإدراك خارج الحواس في المجموعة المدروسة أو أي فرد معين من تلك المجموعة أو لدى أي إنسان عادي آخر. يعزى التناقض بين هذه النتائج وتلك التي حصل عليها راين إما إلى عوامل لا يمكن السيطرة عليها خلال التجربة أو إلى اختلاف العينات المدروسة. فشلت أربعة أقسام نفسية أخرى في تكرار نتائج الراين. قيل لاحقًا إن تجارب راين احتوت على عيوب منهجية وأخطاء إجرائية.
خضعت إيلين جانيت غاريت لتجارب راين في جامعة ديوك في عام 1933 حين استخدم بطاقات زينر. وضعت في تلك التجارب بطاقات تحمل رموز معينة في عدة ظروف محكمة الإغلاق، ثم طلب من غاريت تخمين محتوياتها. كان أداؤها سيئًا وانتقدت الاختبارات لاحقًا بقولها إن البطاقات تفتقر إلى الطاقة النفسية المحفزة وأنها لا تستطيع أداء الاستبصار عند الطلب. اختبر عالم ما وراء النفس صموئيل سوال وزملاؤه غاريت في مايو عام 1937. أجريت معظم التجارب في المختبر النفسي في كلية لندن الجامعية، حيث سجل ما مجموعه أكثر من 12000 تخمين، لكن غاريت فشلت في تحقيق توقعات تتجاوز الصدفة. كتب سول في تقريره: «في حالة السيدة إيلين غاريت، أخفقنا في العثور على أدنى تأكيد لمزاعم د. جوزيف بانكس راين المتعلقة بقدراتها الاستثنائية المزعومة للإدراك خارج الحواس. لم تفشل فقط عندما توليت أنا مسؤولية التجارب، بل فشلت أيضًا عندما تولى أربعة أشخاص مدربين آخرين إدارة التجارب».

## الرأي العلمي
تفسر الأبحاث العلمية حدوث الاستبصار كنتيجة للانحياز التأكيدي أو انحياز التوقع أو الاحتيال أو الهلوسة أو الوهم الذاتي أو التسرب الحسي أو انحياز الإثبات الذاتي أو التفكير الرغبوي أو الإخفاق في تقدير المعدل الأساسي لحدوث الصدفة، ولا تعتبره قدرة خارقة للطبيعة. يعتبر المجتمع العلمي علم ما وراء النفس –أو علم النفس الموازي- علم زائف. خلص المجلس الوطني للبحوث الأمريكية في عام 1988 إلى ما يلي: «لم تجد اللجنة تبرير علمي لوجود ظواهر ما وراء علم النفس، وذلك بالاعتماد على الأبحاث التي أجريت على مدى 130 عام مضى».

يقول المشككون إن حدة الإدراك ستكون واضحة تمامًا لو كانت حقيقية، ويعتبرون تصديق هذه الأمور ناجم عن دافع نفسي لا أكثر. وفقًا لديفيد مايرز في «علم النفس- الطبعة الثامنة»:
أدى البحث عن اختبار صالح وموثوق للاستبصار إلى آلاف التجارب. طلب أحد الإجراءات الخاضعة للرقابة من المرسلين إرسال واحدة من أربع صور مرئية إلى المستقبلين الموجودين في غرفة مجاورة عبر التخاطر (بيم وهونورتون- 1994). والنتيجة؟ بلغ معدل الاستجابة الصحيحة 32%، متجاوزًا بذلك معدل الصدفة البالغ 25 %. مع ذلك، فشلت الدراسات اللاحقة (اعتمادًا على من كان يلخص النتائج) في تكرار الظاهرة أو أسفرت عن نتائج مختلطة (بيم وآخرون- 2001؛ ميلتون وايزمان- 2002؛ ستورم- 2000- 2003).

يملك الساحر المتشكك جيمس راندي عرض طويل الأمد يبلغ الآن مليون دولار أمريكي لأي شخص يثبت وجود قوة روحانية حقيقية في ظل ظروف مراقبة مناسبة (راندي- 1999). تقدم مجموعات فرنسية وأسترالية وهندية عروض مشابهة تصل حتى 200000 يورو لأي شخص يملك قدرات خارقة قابلة للإثبات (مركز التحقيقات- 2003). على الرغم من ضخامة هذه المبالغ، ستكون الموافقة العلمية ذات قيمة هائلة لأي شخص يمكنه إثبات ادعاءاته. يحتاج الأمر إلى شخص واحد فقط يمكنه إظهار ظاهرة واحدة قابلة للتكرار لدحض رأي المشككين بوجود الإدراك خارج الحواس. حتى الآن، لم يظهر مثل هذا الشخص. أُعلن عرض راندي على مدار ثلاثة عقود وخضع عشرات الأشخاص للاختبار تحت إشراف لجنة مستقلة من القضاة أحيانًا، ولكن لا شيء حتى الآن. تقول سوزان بلاكمور: «تعتبر رغبة الناس في الإيمان بالظواهر الخارقة للطبيعة أقوى من كل الأدلة على عدم وجودها» قانون بلاكمور الأول- 2004.
يعتبر الطب النفسي السائد حدة الإدراك نوعًا من الهلوسة.